# 리야펑
리야펑(중국어 정체자: 李亚鹏; 이아붕, 1971년 9월 27일 ~ )은 중국의 영화 배우이다. 중국 베이징 시에 위치한 중앙희극학원에서 연기학과를 졸업했다.

## 출연 작품

### 텔레비전 드라마
- 사조영웅전
- 소오강호 - 영호충 역

### 영화
- 장애정진행도저